# Réglage de la voilure
Sur un voilier le réglage de la voilure consiste à modifier l'orientation et la forme des voiles en fonction de la force et de la direction du vent ainsi que de l'état de la mer. L'objectif est que le voilier puisse avancer le plus rapidement possible par rapport à son objectif (voir VMG) :
- en disposant d'une force propulsive maximale, ou bien
- en disposant du meilleur compromis force propulsive / force latérale faisant gîter (pencher) le voilier.

## Réglage des voiles
L'objectif de ce réglage est d'obtenir un écoulement attaché (non décollé) du vent sur l'ensemble de la voile (aux allures du près et travers au vent) ou seulement au niveau du bord d'attaque de la voile (aux allures portantes).
Le réglage d'une voile consiste :
- à l'orienter par rapport à la direction du vent (calage global des profils de la voile). On agit en bloc sur l'ensemble de la voile ou bien on modifie cette orientation selon la hauteur : c'est le vrillage (calage variable des profils, généralement décroissant en hauteur : la voile est plus "ouverte" en haut). Ce réglage est le plus important, qui fait l'objet de modifications quasi permanentes en régate.
- à adapter le creux (la cambrure des profils) à la demande de force propulsive.

Le réglage de la voile par rapport au vent dépend de deux facteurs :
- du calage des profils par rapport au bateau, c'est le réglage proprement dit,
- de l'orientation du bateau par rapport au vent (dont la direction fluctue), c'est le rôle du barreur.

Un réglage plus fin consistant à adapter le creux et le vrillage et, dans le cas du spinnaker, à régler son positionnement en hauteur, permet d'obtenir un gain de vitesse qui peut se monter à 10-20 % de la vitesse obtenue grâce au premier réglage.
Le réglage des voiles doit être revu en cas de changement de direction du voilier, si la direction ou la force du vent se modifient, lorsque l'état de la mer évolue (vagues plus fortes, ou plus creuses, changement d'orientation des vagues). La modification du vent peut être provoquée par la configuration de la côte ou, en régate, par la présence de voiliers proches.
À l'allure de vent arrière (spi  par exemple), l'écoulement du vent est turbulent, le but est de placer la voile perpendiculaire au trajet du vent. Plus l'allure se rapprochera du travers, plus le réglage sera une recherche d'écoulement laminaire sur la voile.

## Contrôle du calage, du vrillage et du creux
Pour bien faire, ces trois réglages devraient être séparés :
- Pour le calage, il faut une force horizontale et perpendiculaire au plan de voilure, 
- pour le vrillage, une force verticale qui modifie la tension dans la chute,
- pour le creux, il faut principalement une force horizontale dans le plan de la voile, qui la tend. 
- C'est presque le cas pour une grand'voile dont le palan d'écoute est monté sur un rail transversal (barre d'écoute) : la position de la bôme contrôle le calage de l'ensemble de la voile, et en positionnant le chariot d'écoute plus ou moins sous la bome, on agit sur la composante verticale de la tension de l'écoute, contrôlant ainsi le vrillage de la voile. On peut agir aussi de manière séparée sur les creux des profils, en bas au niveau de la bôme et plus haut en modifiant la courbure du mat (le cintrage du mat aplatit la voile).
- Pour une voile d'avant non tenue sur une bôme (génois, foc), le réglage est beaucoup plus difficile, car les trois contrôles ne sont pas séparés. Une modification de la tension d'écoute modifie à la fois le calage global de la voile, le creux du bas de la voile et son vrillage… le réglage d'un foc, surtout s'il est haut et étroit (forte influence de la tension d'écoute sur le vrillage), est particulièrement « pointu » et suppose une bonne compréhension de ce qui se passe.

L'orientation de la voile par rapport à la direction du vent est réalisée à l'aide des écoutes : écoute de foc pour les voiles d'avant et écoute de grand-voile pour la voile éponyme. Le réglage s'effectue en bordant ou choquant l'écoute. Lorsque la voile est trop choquée (ou que le barreur modifie trop sa route en lofant), elle fasseye. L'orientation des pennons permet à certaines allures de repérer un écoulement non attaché sur l'intrados ou l'extrados de la voile. Le loch est également un bon indicateur, l'augmentation de la vitesse à cap et vent constant indiquant a priori un meilleur réglage.
L'orientation du spinnaker nécessite l'utilisation d'un grand nombre de bouts du fait de la présence d'un point d'amure "mobile" (l'extrémité du tangon). On sera amené à modifier le réglage de l'écoute du bras (au vent), de l'écoute, du hale-bas et de la balancine de tangon.

## Réglage du creux et du vrillage
Le réglage du creux et du vrillage est destiné à adapter la forme de la voilure à l'allure comme pour le premier réglage mais également à la force du vent et à l'état de la mer.
Ce réglage est obtenu en agissant sur :
- les points de tire des écoutes qui sont réglés pour la grand-voile comme pour la voile d'avant par le chariot d'écoute ;
- les drisses de grand-voile et de voile d'avant ;
- le pataras qui agit sur la courbure de l'étai et du mât et donc en contrecoup sur la tension du guindant de la voile d'avant et de la grand-voile ;
- les nerf de chutes qui agissent sur la chute.
- Le hâlebas influence lourdement le vrillage de la voile , sur un dériveur léger c'est un réglage fondamental.
- Si la voile est montée avec une bordure libre (cas du Laser , par exemple) on peut faire varier le creux dans des proportions importantes (aplatir la voile pour remonter au vent et rester dans les limites possibles d'équilibre latéral pour le rappel et la creuser sur les bords aux allures portantes où la poussée vélique est mieux orientée.
- Le réglage de la tension de guindant (directement où à travers un Cunningham ) influe sur le vrillage, en particulier sur les voiles de funboard: Les voiles modernes fonctionnent avec d'énormes tensions de guindant (on utilise un treuil à manivelle portable pour les prérégler, en faisant cintrer la partie haute du mât, souvent en fibres de carbone)[3]
- Le creux d'une grand-voile peut aussi être contrôlé à travers la mécanique du mât si celui ci est souple (les premiers mâts souples et réglables sont apparus à bord des quillards olympiques Star lors des JO de 1936) . on peut jouer sur le réglage de hâlebas (qui pousse en avant et cintre le mât via le vit de mulet) le calage antéro-postérieur du mât à l'étambrai et le préréglage des barres de flèche si elles ont un angle avec la pointe du vé vers l'avant (barres de flèche poussantes).